# 杏野明日香
杏野 明日香（きょうの あすか、1981年10月16日 - ）は日本の元AV女優。

## 略歴
神奈川県出身。2000年、『星に願いを…』でAVデビュー。

## 作品

### アダルトビデオ
- 星に願いを…（2000年7月16日、宇宙企画）
- オトメティック18（2000年8月13日、宇宙企画）
- 蒼いリグレット（2000年9月22日、アリスJAPAN）
- 感じる指先（2000年10月27日、MAX-A）
- 姫じり（2000年11月24日、シャイ企画）
- サーキットレディー（2000年12月15日、VIP）
- 白濁浴（2001年1月19日、VIP）
- シャイDX 2001 DVD女優編（2001年8月27日、シャイ企画）他出演:宝来みゆき、水嶋彩、林エリカ、小早川まりん、葉山レミ、三宮里緒、鮎川あみ
- [ジェネレーション]（2001年8月31日、VIP）他出演:渡瀬晶、鈴木麻奈美、沢木まゆみ、金沢文子、北条香理、武田まこ、樹木らら、滝沢ゆう、岡田りな

| スタブアイコン | サブスタブ | この項目は、まだ閲覧者の調べものの参照としては役立たない、性風俗関係者に関連した書きかけの項目です。この項目を加筆・訂正などしてくださる協力者を求めています（P:性/PJ:性）。 |